# Clebsch-Gordan-coëfficienten
In de natuurkunde zijn de Clebsch-Gordan-coëfficienten, of CG-coëfficiënten, verzamelingen van getallen, die onder de wetten van de kwantummechanica tevoorschijn komen bij het koppelen van twee impulsmomenten.
CG-coëfficienten worden in de representatietheorie gebruikt, vooral met compacte Lie-groepen. De CG-coëfficienten geven de expliciete directe som decompositie van het tensorproduct van twee onherleidbare representaties (irreps) van de rotatiegroep in gevallen, waarin de getallen en typen onherleidbare representaties op abstract niveau al bekend zijn. De CG-coëfficienten danken hun naam aan de Duitse wiskundigen Alfred Clebsch (1833-1872) en Paul Gordan (1837-1912) die in de negentiende eeuw met een soortgelijk probleem in de invariantentheorie werden geconfronteerd.
In termen van de klassieke wiskunde kunnen CG-coëfficiënten, of althans degenen, die  gekoppeld zijn aan de groep SO(3), directer worden gedefinieerd door middel van formules voor het vermenigvuldigen van sferische harmonischen. De toevoeging van spins in kwantummechanische termen kan rechtstreeks worden afgelezen uit deze aanpak. De onderstaande formules maken gebruik van de bra-ketnotatie van de Britse natuurkundige Paul Dirac.
Er zijn tabellen met de numerieke waarden van de Clebsch-Gordan-coëfficienten.

## Clebsch-Gordan-coëfficienten
Clebsch-Gordan-coëfficienten zijn de expansiecoëfficienten van de eigentoestanden van het totale impulsmoment in een ongekoppelde tensorproductbasis.
Hieronder worden deze CG-coëfficienten precies gedefinieerd door de definitie van impulsmomentoperatoren, impulsmomenteigentoestanden en het tensorproduct van deze impulseigentoestanden.
Uit deze formele definitie van het impulsmoment kunnen recursierelaties voor de CG-coëfficienten worden gevonden. Om numerieke waarden voor de CG-coëfficienten te vinden moet er een faseconventie worden gekozen. In de rest van dit artikel wordt de faseconventie van Condon en Shortley gebruikt.

## Impulsmomentoperatoren
Impulsmomentoperatoren zijn Hermitische operatoren {\displaystyle {\textrm {j}}_{x}}, {\displaystyle {\textrm {j}}_{y}},
en {\displaystyle {\textrm {j}}_{z}} die voldoen aan de commutatierelaties
{\displaystyle [{\textrm {j}}_{k},{\textrm {j}}_{l}]={\textrm {j}}_{k}{\textrm {j}}_{l}-{\textrm {j}}_{l}{\textrm {j}}_{k}=i\hbar \sum _{m}\varepsilon _{klm}{\textrm {j}}_{m},\quad \mathrm {waarbij} \quad k,l,m\in (x,y,z)}
Met {\displaystyle \varepsilon _{klm}} de antisymmetrische tensor. Samen vormen deze drie operatoren een vectoroperator:
{\displaystyle \mathbf {j} =[{\textrm {j}}_{x},{\textrm {j}}_{y},{\textrm {j}}_{z}]}
Zo kan men het inproduct van {\displaystyle {\mathbf {j} }} met zichzelf definiëren:
{\displaystyle \mathbf {j} ^{2}={\textrm {j}}_{x}^{2}+{\textrm {j}}_{y}^{2}+{\textrm {j}}_{z}^{2}.\,}
En definiëren we de ladder operatoren:
{\displaystyle {\textrm {j}}_{\pm }={\textrm {j}}_{x}\pm i{\textrm {j}}_{y}.\,}

## Eigentoestanden van impulsmomentoperatoren
Uit bovenstaande definities volgt dat {\displaystyle \mathbf {j} ^{2}} commuteert met {\displaystyle {\textrm {j}}_{x}}, {\displaystyle {\textrm {j}}_{y}}
en {\displaystyle {\textrm {j}}_{z}}
{\displaystyle [\mathbf {j} ^{2},{\textrm {j}}_{k}]=0\ \mathrm {for} \ k=x,y,z.}
Hieruit volgt dat {\displaystyle \mathbf {j} ^{2}} en {\displaystyle {\textrm {j}}_{z}} een simultane set eigenfuncties hebben.
Uit de definities volgt dat de enige mogelijke eigenwaarden worden gegeven door
{\displaystyle {\begin{alignedat}{2}&\mathbf {j} ^{2}|j\,m\rangle =\hbar ^{2}j(j+1)|j\,m\rangle \;\;\;j=0,{\frac {1}{2}},1,{\frac {3}{2}},2,\ldots \\&{\textrm {j}}_{z}|j\,m\rangle =\hbar m|j\,m\rangle \;\;\;m=-j,-j+1,\ldots ,j.\end{alignedat}}}
De ladder operatoren verhogen en verlagen de waarde van {\displaystyle m}
{\displaystyle {\textrm {j}}_{\pm }|j\,m\rangle =C_{\pm }(j,m)|j\,m\pm 1\rangle }
met
{\displaystyle C_{\pm }(j,m)={\sqrt {j(j+1)-m(m\pm 1)}}={\sqrt {(j\mp m)(j\pm m+1)}}.}
De factor {\displaystyle C_{\pm }(j,m)} ligt op een fasefactor na vast.
De keuze die hier aangehouden wordt is in overeenstemming met faseconventie van Condon en Shortley.
De eigentoestanden zijn orthogonaal en kunnen genormeerd worden gekozen:
{\displaystyle \langle j_{1}\,m_{1}|j_{2}\,m_{2}\rangle =\delta _{j_{1},j_{2}}\delta _{m_{1},m_{2}}.}

## Tensorproductruimte
Zij {\displaystyle V_{1}} de {\displaystyle 2j_{1}+1} dimensionale vectorruimte opgespannen door
{\displaystyle |j_{1}m_{1}\rangle ,\quad m_{1}=-j_{1},-j_{1}+1,\ldots j_{1}}
en {\displaystyle V_{2}} de {\displaystyle 2j_{2}+1} dimensionale vectorruimte opgespannen door
{\displaystyle |j_{2}m_{2}\rangle ,\quad m_{2}=-j_{2},-j_{2}+1,\ldots j_{2}.}
Het tensorproduct van de ruimten, {\displaystyle V_{12}\equiv V_{1}\otimes V_{2}},
heeft een {\displaystyle (2j_{1}+1)(2j_{2}+1)} dimensionale ongekoppelde basis
{\displaystyle |j_{1}m_{1}\rangle |j_{2}m_{2}\rangle \equiv |j_{1}m_{1}\rangle \otimes |j_{2}m_{2}\rangle ,\quad m_{1}=-j_{1},\ldots j_{1},\quad m_{2}=-j_{2},\ldots j_{2}.}
Impulsmomentoperatoren werkend op {\displaystyle V_{12}} zijn gedefinieerd door
{\displaystyle ({\textrm {j}}_{i}\otimes 1)|j_{1}m_{1}\rangle |j_{2}m_{2}\rangle \equiv (j_{i}|j_{1}m_{1}\rangle )\otimes |j_{2}m_{2}\rangle }
en
{\displaystyle (1\otimes {\textrm {j}}_{i})|j_{1}m_{1}\rangle |j_{2}m_{2}\rangle \equiv |j_{1}m_{1}\rangle \otimes j_{i}|j_{2}m_{2}\rangle \quad \mathrm {voor} \quad i=x,y,z.}
De totaal impulsmomentoperator is gedefinieerd door
{\displaystyle {\textrm {J}}_{i}={\textrm {j}}_{i}\otimes 1+1\otimes {\textrm {j}}_{i}\quad \mathrm {voor} \quad i=x,y,z.}
De componenten van de totaal impulsmoment operator voeldoen aan de commutatierelaties
{\displaystyle [{\textrm {J}}_{k},{\textrm {J}}_{l}]=i\hbar \epsilon _{klm}{\textrm {J}}_{m},\quad \mathrm {waar} \quad k,l,m\in (x,y,z).}
Hieruit volgt dus dat de totaal impulsmoment operator daadwerkelijk een impulsmoment operator is,
en dat zijn mogelijke eigenwaarden en eigentoestanden gegeven worden door
{\displaystyle {\begin{aligned}\mathbf {J} ^{2}|JM\rangle &=\hbar ^{2}J(J+1)|JM\rangle \\{\textrm {J}}_{z}|JM\rangle &=\hbar M|JM\rangle ,\quad \mathrm {voor} \quad M=-J,\ldots ,J.\end{aligned}}}
Het aantal van totaal impulsmomenteigentoestanden is gelijk aan de dimensie
van {\displaystyle V_{12}}
{\displaystyle \sum _{J=|j_{1}-j_{2}|}^{j_{1}+j_{2}}(2J+1)=(2j_{1}+1)(2j_{2}+1).}
De totaal impulsmomenttoestanden vormen een orthonormale basis van {\displaystyle V_{12}}
{\displaystyle \langle J_{1}M_{1}|J_{2}M_{2}\rangle =\delta _{J_{1}J_{2}}\delta _{M_{1}M_{2}}.}

## Formele definitie van Clebsch-Gordan-coëfficienten
De totale impulsmomenttoestanden kunnen worden geëxpandeerd door gebruik te maken van de volledigheidsrelatie in de ongekoppelde basis
{\displaystyle |JM\rangle =\sum _{m_{1}=-j_{1}}^{j_{1}}\sum _{m_{2}=-j_{2}}^{j_{2}}|j_{1}m_{1}j_{2}m_{2}\rangle \langle j_{1}m_{1}j_{2}m_{2}|JM\rangle }
De expansiecoëfficienten {\displaystyle \langle j_{1}m_{1}j_{2}m_{2}|JM\rangle } worden Clebsch-Gordan-coëfficienten genoemd.
Door het toepassen van de operator
{\displaystyle {\textrm {J}}_{z}={\textrm {j}}_{z}\otimes 1+1\otimes {\textrm {j}}_{z}}
aan beide kanten van de vergelijking kan men laten zien
dat de Clebsch-Gordan-coëfficienten kunnen alleen ongelijk aan nul zijn als
{\displaystyle M=m_{1}+m_{2}.\,}
Aangezien de maximale projectie gegeven wordt door {\displaystyle M=j_{1}+j_{2}} volgt uit de kwantisatie van impulsmoment dat {\displaystyle J\leq j_{1}+j_{2}}.
Naast alle {\displaystyle 2J+1} toestanden met {\displaystyle J=j_{1}+j_{2}} kan men dit argument herhalen voor {\displaystyle J=j_{1}+j_{2}-1}. Dit gaat echter niet eeuwig door, en met een beetje boekhouden vinden we dat moet gelden
{\displaystyle |j_{1}-j_{2}|\leq J\leq j_{1}+j_{2}.}
Dit zijn de zogenaamde driehoeks relaties.

## Recursierelaties
De recursierelaties werden ontdekt door de natuurkundige Giulio Racah. Toepassen van de totale impulsmomentladderoperatoren
{\displaystyle {\textrm {J}}_{\pm }={\textrm {j}}_{\pm }\otimes 1+1\otimes {\textrm {j}}_{\pm }}
aan de linker kant van de vergelijking levert
{\displaystyle {\textrm {J}}_{\pm }|(j_{1}j_{2})JM\rangle =C_{\pm }(J,M)|(j_{1}j_{2})JM\pm 1\rangle =C_{\pm }(J,M)\sum _{m_{1}m_{2}}|j_{1}m_{1}\rangle |j_{2}m_{2}\rangle \langle j_{1}m_{1}j_{2}m_{2}|JM\pm 1\rangle .}
Als men dezelfde operatoren aan de rechterkant toepast levert dit
{\displaystyle {\begin{aligned}{\textrm {J}}_{\pm }&\sum _{m_{1}m_{2}}|j_{1}m_{1}\rangle |j_{2}m_{2}\rangle \langle j_{1}m_{1}j_{2}m_{2}|JM\rangle \\&=\sum _{m_{1}m_{2}}\left[C_{\pm }(j_{1},m_{1})|j_{1}m_{1}\pm 1\rangle |j_{2}m_{2}\rangle +C_{\pm }(j_{2},m_{2})|j_{1}m_{1}\rangle |j_{2}m_{2}\pm 1\rangle \right]\langle j_{1}m_{1}j_{2}m_{2}|JM\rangle \\&=\sum _{m_{1}m_{2}}|j_{1}m_{1}\rangle |j_{2}m_{2}\rangle \left[C_{\pm }(j_{1},m_{1}\mp 1)\langle j_{1}{m_{1}\mp 1}j_{2}m_{2}|JM\rangle +C_{\pm }(j_{2},m_{2}\mp 1)\langle j_{1}m_{1}j_{2}{m_{2}\mp 1}|JM\rangle \right].\end{aligned}}}
op, waarbij
{\displaystyle C_{\pm }(j,m)={\sqrt {j(j+1)-m(m\pm 1)}}.}
Combinieert men deze resultaten met elkaar, levert dit de recursierelaties op voor de Clebsch-Gordan-coëfficienten
{\displaystyle C_{\pm }(J,M)\langle j_{1}m_{1}j_{2}m_{2}|JM\pm 1\rangle =C_{\pm }(j_{1},m_{1}\mp 1)\langle j_{1}{m_{1}\mp 1}j_{2}m_{2}|JM\rangle +C_{\pm }(j_{2},m_{2}\mp 1)\langle j_{1}m_{1}j_{2}{m_{2}\mp 1}|JM\rangle .}
Neemt men de {\displaystyle C_{+}} en {\displaystyle M=J} krijgt men
{\displaystyle 0=C_{+}(j_{1},m_{1}-1)\langle j_{1}{m_{1}-1}j_{2}m_{2}|JJ\rangle +C_{+}(j_{2},m_{2}-1)\langle j_{1}m_{1}j_{2}m_{2}-1|JJ\rangle .}
In de Condon en Shortley faseconventie is de coëfficient
{\displaystyle \langle j_{1}j_{1}j_{2}J-j_{1}|JJ\rangle } reëel en positief. Door gebruikmaken van de laatste vergelijking kan men alle andere CGC {\displaystyle \langle j_{1}m_{1}j_{2}m_{2}|JJ\rangle }
bepalen. De normalizatie is bepaald door de eis dat de som van de kwadraten, die met de norm van de toestand correspondeert
state {\displaystyle |(j_{1}j_{2})JJ\rangle }, gelijk aan een moet zijn.
De andere coëfficient ({\displaystyle C_{-}}) in de recursierelatie kan worden gebruikt om alle CGC te vinden met {\displaystyle M=J-1}. Door iteratief gebruik van deze vergelijking kan men alle coëfficienten bepalen.
Deze manier om de CGC te vinden, wijst erop dat ze allemaal reëel zijn, in de Condon en Shortley conventie.

## Orthogonaliteit
Door de faseconventie van Condon en Shortley zijn de CGC reëel en dus
{\displaystyle \langle JM|j_{1}m_{1}j_{2}m_{2}\rangle \equiv \langle j_{1}m_{1}j_{2}m_{2}|JM\rangle }
Dan vinden we, met de resolutie van de identiteit {\displaystyle 1\equiv \sum _{x}|x\rangle \langle x|}, de relaties
{\displaystyle \sum _{J=|j_{1}-j_{2}|}^{j_{1}+j_{2}}\sum _{M=-J}^{J}\langle j_{1}m_{1}j_{2}m_{2}|JM\rangle \langle JM|j_{1}m_{1}'j_{2}m_{2}'\rangle =\langle j_{1}m_{1}j_{2}m_{2}|j_{1}m_{1}'j_{2}m_{2}'\rangle =\delta _{m_{1},m_{1}'}\delta _{m_{2},m_{2}'}}
en
{\displaystyle \sum _{m_{1}m_{2}}\langle JM|j_{1}m_{1}j_{2}m_{2}\rangle \langle j_{1}m_{1}j_{2}m_{2}|J'M'\rangle =\langle JM|J'M'\rangle =\delta _{J,J'}\delta _{M,M'}.}
Dit heeft tot gevolg dat de relatie
{\displaystyle |(j_{1}j_{2})JM\rangle =\sum _{m_{1}=-j_{1}}^{j_{1}}\sum _{m_{2}=-j_{2}}^{j_{2}}|j_{1}m_{1}j_{2}m_{2}\rangle \langle j_{1}m_{1}j_{2}m_{2}|JM\rangle }
kan worden geïnverteerd. Dit geeft
{\displaystyle |j_{1}m_{1}j_{2}m_{2}\rangle =\sum _{J=|j_{1}-j_{2}|}^{j_{1}+j_{2}}\sum _{M=-J}^{J}|(j_{1}j_{2})JM\rangle \langle j_{1}m_{1}j_{2}m_{2}|JM\rangle .}

## Speciale gevallen
Voor {\displaystyle J=0} worden de CGC gegeven door
{\displaystyle \langle j_{1}m_{1}j_{2}m_{2}|00\rangle =\delta _{j_{1},j_{2}}\delta _{m_{1},-m_{2}}{\frac {(-1)^{j_{1}-m_{1}}}{\sqrt {2j_{2}+1}}}.}
Voor {\displaystyle J=j_{1}+j_{2}} en {\displaystyle M=J} hebben we
{\displaystyle \langle j_{1}j_{1}j_{2}j_{2}|(j_{1}+j_{2})(j_{1}+j_{2})\rangle =1.}
Voor {\displaystyle j_{1}=j_{2}=J/2} en {\displaystyle m_{2}=-m_{1}} hebben we
{\displaystyle \langle j_{1}m_{1}j_{1}-m_{1}|2j_{1}0\rangle ={\frac {(2j_{1})!^{2}}{(j_{1}-m_{1})!(j_{1}+m_{1})!{\sqrt {(4j_{1})!}}}}.}
Voor {\displaystyle j_{1}=j_{2}=m_{1}=-m_{2}} hebben we
{\displaystyle \langle j_{1}j_{1}j_{1}-j_{1}|J0\rangle =(2j_{1})!{\sqrt {\frac {2J+1}{(J+2j_{1}+1)!(2j_{1}-J)!}}}.}

## Symmetrie-eigenschappen
{\displaystyle {\begin{aligned}\langle j_{1}m_{1}j_{2}m_{2}|JM\rangle \\&=(-1)^{j_{1}+j_{2}-J}\langle j_{1}\,{-m_{1}}j_{2}\,{-m_{2}}|J\,{-M}\rangle \\&=(-1)^{j_{1}+j_{2}-J}\langle j_{2}m_{2}j_{1}m_{1}|JM\rangle \\&=(-1)^{j_{1}-m_{1}}{\sqrt {\frac {2J+1}{2j_{2}+1}}}\langle j_{1}m_{1}J\,{-M}|j_{2}\,{-m_{2}}\rangle \\&=(-1)^{j_{2}+m_{2}}{\sqrt {\frac {2J+1}{2j_{1}+1}}}\langle J\,{-M}j_{2}m_{2}|j_{1}\,{-m_{1}}\rangle \\&=(-1)^{j_{1}-m_{1}}{\sqrt {\frac {2J+1}{2j_{2}+1}}}\langle JMj_{1}\,{-m_{1}}|j_{2}m_{2}\rangle \\&=(-1)^{j_{2}+m_{2}}{\sqrt {\frac {2J+1}{2j_{1}+1}}}\langle j_{2}\,{-m_{2}}JM|j_{1}m_{1}\rangle \end{aligned}}}

## Relatie met 3-jm-symbolen
CGC zijn uit te drukken in 3-jm-symbolen
{\displaystyle \langle j_{1}m_{1}j_{2}m_{2}|j_{3}m_{3}\rangle =(-1)^{j_{1}-j_{2}+m_{3}}{\sqrt {2j_{3}+1}}{\begin{pmatrix}j_{1}&j_{2}&j_{3}\\m_{1}&m_{2}&-m_{3}\end{pmatrix}},}
en de inverse relatie
{\displaystyle {\begin{pmatrix}j_{1}&j_{2}&j_{3}\\m_{1}&m_{2}&m_{3}\end{pmatrix}}\equiv {\frac {(-1)^{j_{1}-j_{2}-m_{3}}}{\sqrt {2j_{3}+1}}}\langle j_{1}m_{1}j_{2}m_{2}|j_{3}\,{-m_{3}}\rangle .}
De 3-jm-symbolen hebben een hogere symmetrie.

## Relatie met Wigner-D-matrices
{\displaystyle \int _{0}^{2\pi }d\alpha \int _{0}^{\pi }\sin \beta d\beta \int _{0}^{2\pi }d\gamma D_{MK}^{J}(\alpha ,\beta ,\gamma )^{\ast }D_{m_{1}k_{1}}^{j_{1}}(\alpha ,\beta ,\gamma )D_{m_{2}k_{2}}^{j_{2}}(\alpha ,\beta ,\gamma )={\frac {8\pi ^{2}}{2J+1}}\langle j_{1}m_{1}j_{2}m_{2}|JM\rangle \langle j_{1}k_{1}j_{2}k_{2}|JK\rangle .}

## Andere eigenschappen
{\displaystyle \sum _{m}(-1)^{j-m}\langle jmj{-m}|J0\rangle ={\sqrt {2j+1}}~\delta _{J0}}

## Bron
- Dit artikel of een eerdere versie ervan is een (gedeeltelijke) vertaling van het artikel Clebsch–Gordan coefficients op de Engelstalige Wikipedia, dat onder de licentie Creative Commons Naamsvermelding/Gelijk delen valt. Zie de bewerkingsgeschiedenis aldaar.